# Estádio Municipal Gileno Barreto
Estádio Deputado Galdino Leite – stadion piłkarski, w São Cristóvão, Sergipe, Brazylia, na którym swoje mecze rozgrywa klub São Cristóvão Futebol Clube.